# Robert Nieschlag
Robert Nieschlag (* 25. März 1905 in Schweidnitz, Provinz Schlesien; † 2. Dezember 1990) war ein deutscher Wirtschaftswissenschaftler.

## Leben
Nieschlag wurde 1905 als Sohn eines Textilfabrikanten in Niederschlesien geboren. Nach der Reifeprüfung machte er 1928 sein Diplom-Kaufmanns-Examen an der Handelshochschule Berlin. Von 1929 bis 1931 war er Assistent an der Forschungsstelle für den Handel in Berlin. Am 9. Juni 1941 beantragte er die Aufnahme in die NSDAP und wurde zum 1. Juli desselben Jahres aufgenommen (Mitgliedsnummer 8.740.003). Von 1931 bis 1948 war er Abteilungsleiter beim Institut für Konjunkturforschung in Berlin.
Von 1948 bis 1951 war er Abteilungsleiter bei der Bank deutscher Länder. 1949 wurde er bei Julius Hirsch an der Universität zu Köln zum Dr. rer. pol. promoviert. Von 1951 bis 1957 war er stellvertretender wissenschaftlicher Leiter beim Rheinisch-Westfälischen Institut für Wirtschaftsforschung. 1953 habilitierte er sich an der Universität zu Köln mit einer von Rudolf Seyffert betreuten Arbeit.
Von 1953 bis 1957 war er Privatdozent für Betriebswirtschaftslehre. Außerdem hatte er einen Lehrauftrag an der Westfälischen Wilhelms-Universität in Münster inne. 1957 wurde er ordentlicher Professor für Betriebswirtschaftslehre an der Ludwig-Maximilians-Universität München. 1973 wurde er emeritiert.
Nieschlag gehörte zu den führenden Handelswissenschaftlern in Deutschland und war gemeinsam mit seinen Schülern Erwin Dichtl und Hans Hörschgen Autor des Standardwerkes Marketing (19. Ausgabe 2002; ehemals: Einführung in die Lehre der Absatzwirtschaft). Er wohnte in Gauting bei München.

## Auszeichnungen
- 1985: Ehrendoktor der Westfälischen Wilhelms-Universität in Münster

## Schriften (Auswahl)
- Die Versandgeschäfte in Deutschland. 4. Auflage. Duncker & Humblot, Berlin u. a. 1949.
- Die Gewerbefreiheit im Handel (= Schriften zur Handelsforschung. Nr. 4). Westdeutscher Verlag, Köln u. a. 1953.
- Hans Buddeberg: Länderberichte über Struktur und Leistungen des europäischen Binnenhandels. Niederlande, Österreich, Schweden, Schweiz (= Schriften zur Handelsforschung. Nr. 6). Westdeutscher Verlag, Köln u. a. 1955.
- mit Gustav Kuhn: Binnenhandel und Binnenhandelspolitik. 3. Auflage. Duncker & Humblot, Berlin 1980, ISBN 3-428-04684-6.
- mit Erwin Dichtl, Hans Hörschgen: Marketing. 19. Auflage. Duncker & Humblot, Berlin 2002, ISBN 3-428-10930-9.